# Louis Simpson
Louis Aston Marantz Simpson (* 27. März 1923 in Kingston, Jamaika; † 14. September 2012 Stony Brook, Bundesstaat New York, USA) war ein amerikanischer Lyriker, Kritiker und Pulitzer-Preisträger jamaikanischer Abstammung.

## Leben
Louis Simpson wurde als Sohn eines Rechtsanwaltes schottischer Abstammung (dessen Mutter Schwarze war) und einer russischen Jüdin auf Jamaika als weißer Jamaikaner geboren. Er besuchte dort englische Schulen. Mit 16 Jahren starb sein Vater plötzlich und da er sich mit der Stiefmutter, die sein Vater nach der Scheidung mit seiner leiblichen Mutter geheiratet hatte, nicht verstand, zog er mit 17 Jahren nach New York, wo er ein Studium begann. Da er sich während des Zweiten Weltkrieges freiwillig zur Armee gemeldet hatte, schwer verwundet wurde und sogar ein Trauma erlitt, das er später in seiner Literatur verarbeitete, wurde ihm zum Dank die amerikanische Staatsbürgerschaft verliehen. Während des Krieges war er unter anderem in Belgien, den Niederlanden, Frankreich und Deutschland stationiert.
Nach dem Krieg setzte er sein Studium fort, studierte zunächst kurzzeitig in Paris, dann an der Columbia University, 1950 machte er seinen Master, 1959 seine Promotion; er war anschließend vom Ende der 1950er Jahre bis Mitte der 1990er Jahre als Dozent und Professor an diversen Universitäten tätig, zum Beispiel auch an der berühmten University of California, Berkeley.
Als Jugendlicher hatte er seine erste Publikation in einer Zeitschrift gehabt, die sich für die Unabhängigkeit Jamaikas einsetzte. Seinen ersten Gedichtband publizierte er 1949 mit dem Titel „The arrivisits“. Es folgten weitere 18 Gedichtbände. In seinem Werk sah sich Simpson als Kritiker des amerikanischen Traumes, der in Alltagssprache die Probleme von Außenseitern und Gescheiterten (zu den Außenseitern zählte er sich selbst in den 1950er und 1960er Jahren) aufnahm, mit Skepsis begegnete er auch den amerikanischen Mythen und Legenden, die er reichhaltig in seinen Werken aufgriff und beschrieb die dunklen Seiten der amerikanischen Gesellschaft. 1964 erhielt er den Pulitzer-Preis in der Sparte Poesie. Auch als Literaturkritiker hatte er einige Bücher publiziert.
Der Dichter und Kollege William Matthews (1942–1997) nannte Simpson sinngemäß „den Tschechow der amerikanischen Poesie“.
Simpson war dreimal verheiratet und geschieden. Er hinterlässt drei Kinder und starb an den Folgen von Alzheimer.

## Auszeichnungen (Auswahl)
- Rome-Prize, 1957, der American Academy in Rom.
- Pulitzer-Preis, 1964. (Sparte Lyrik).

## Werke (Auswahl)
- The arrivisits, 1949, Lyrik.
- Andromeda, 1956, Verspiel
- Good news of death and other poems, 1955, Lyrik.
- A dream of Governors: Poems, 1959, Lyrik.
- At the end of the open road, 1963, Lyrik (Pulitzer-Preis).
- Selected Poems, 1965, Lyrik.
- Three on the tower (über Ezra Pound, T.S. Eliot, William Carlos Williams), literaturkritische Abhandlung, 1975.
- Armidale, 1979, Lyrik.
- In the room we share, 1990, Lyrik.
- There you are, Story Line Press 1995, ISBN 978-1-885266-15-6, Lyrik.